# Bernadette Charleux
Bernadette Charleux est une enseignante-chercheuse française spécialisée en chimie des polymères. Elle est membre de l'Academia Europaea et membre senior de l'Institut universitaire de France depuis 2009. Depuis 2012, elle est directrice adjointe de la recherche et du développement de Saint-Gobain.

## Travaux
Bernadette Charleux a tout d'abord développé des techniques de polymérisation radicalaire en émulsion, qui ont mené à la création de nouveaux matériaux :  latex fonctionnels, copolymères amphiphiles… avant de se tourner vers des recherches pionnières sur la  polymérisation radicalaire contrôlée en milieux aqueux dispersés. Plus récemment, elle travaille sur l'auto-assemblage de macromolécules en vue de créer des nano-objets.
Elle a déposé à la suite de ces travaux de nombreux brevets ayant une application industrielle.

## Récompenses et distinctions
- Chevalier de la Légion d'honneur (2013)[6]
- Médaille d'argent du CNRS (2012)[7]
- Prix Grammaticakis-Neuman de l'Académie des sciences (2011)[8]
- Prix de la Société chimique de France, division Matériaux, polymères, élastomères (2000)[1]
- Médaille de bronze du CNRS (1997)[9]